# Tomi Kärnä
Tomi Matias Kärnä, mera känd som DOOMer, född 18 oktober 1976 i Klosters församling i Eskilstuna kommun, är en svensk tidigare professionell e-sport-spelare som nådde stora framgångar i FPS-spelet Quake.
Han representerade bland annat den framgångsrika klanen Clan 9, som  var en av de dominerande klanerna inom Quake-scenen från 1996 till 1999.
Han blev bland annat mästare vid QuakeWorld Fragfest vid två tillfällen, 1996 och 1997. 
Han var även framgångsrik i spelet Quake III Arena.